# Pteraclis velifera
Espèce
Pteraclis velifera est un poisson de la famille des Bramidae que l'on trouve dans l'ouest de l'océan Pacifique et dans l'océan Indien.
- Longueur : 50 cm.